# 행복 (2007년 영화)
"행복"은 2007년에 개봉한 허진호 감독의 멜로 영화이다.

## 줄거리
불치병에 걸린 영수는 도시의 부주의한 상류층 생활과 동거인 여자친구를 떠나고 쇠퇴하는 사업을 그만둔다. 그는 자신의 병을 치료하기 위해 시골의 요양원으로 은거하고 그곳에서 레지던트 환자인 젊은 여성 은희를 만난다. 곧 그들은 서로에 대한 감정을 발전시키고 작지만 아늑한 농가에서 살기 위해 함께 요양원을 떠난다. 이들의 건강은 극적으로 좋아지지만 영수는 도시에서 온 친구들이 찾아오자 평범한 시골 마을을 버리고 예전 생활로 돌아가야 할지 고민하기 시작한다.

## 캐스팅
- 황정민 : 영수 역
- 임수정 : 서은희 역
- 김기천  : 부남 역
- 유승목 : 재곤 역
- 이재훈 : 석우 역
- 서진석 : 진석 역
- 김진구 : 영수 모 역
- 주부진 : 의사 역
- 민경진 : 트럭기사 역
- 오서원 : 약사 역
- 김창섭 : 웨이터 역
- 최청자 : 슈퍼할머니 역
- 안대장 : 자전거아저씨 역
- 김인숙 : 미영 역
- 윤영진 : 요양원사람들 역
- 허혁 : 요양원사람들 역
- 이이구 : 요양원사람들 역
- 유단우 : 요양원사람들 역
- 신재영 : 요양원사람들 역
- 이재순 : 요양원사람들 역
- 김정애 : 요양원사람들 역
- 송엽상 : 요양원사람들 역
- 이명자 : 요양원사람들 역
- 하경진 : 요양원사람들 역
- 이은주 : 요양원사람들 역
- 조용준 : 요양원사람들 역
- 정용수 : 요양원사람들 역
- 박신영 : 식당아줌마 역
- 최명화 : 클럽걸 역
- 박혜은 : 클럽걸 역
- 최민선 : 복분자 나레이터 역
- 김혜리 : 복분자 나레이터 역
- 문하영 : 명품매장 여직원 역
- 장진희 : 간호사 역
- 장보람 : 간호사 역
- 임병관 : 행려후배 역
- 이한우 : 염습사 역
- 신종민 : 염습사 역
- 이수진 : 의무원 역
- 이홍재 : 역전 노점상 역
- 박정식 : 이사트럭 기사 역
- 남주현 : 석구 대역
- 김미정 : 은희 대역
- 진양혜 : 여자 라디오 DJ 목소리 역
- 노재영 : 남자 라디오 DJ 목소리 역
- 공효진 : 수연 역 (우정출연)
- 류승수 : 동준 역 (우정출연)
- 박인환 : 석구 역 (특별출연)
- 신신애 : 원장 역 (특별출연)

## 수상
- 2007년 제6회 대한민국 영화대상
  - 여우조연상 - 공효진
- 2007년 제28회 청룡영화상
  - 감독상 - 허진호
  - 인기스타상 - 황정민
- 2007년 제27회 한국영화평론가협회상
  - 각본상 - 허진호, 이숙연, 신준호, 서유민
- 2008년 제31회 황금촬영상
  - 작품상
  - 촬영상(금상) - 김형구
- 2008년 제2회 서울충무로국제영화제
  - 올해의 발견상 - 허진호